# Об'єднання Китаю (1928)

Прапор Китайської республіки (1912—1928)

Прапор Китайської республіки (1928—1949)

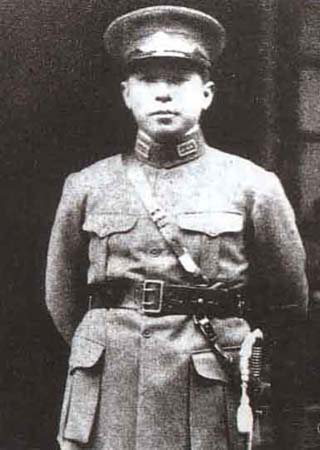
Чжан Сюелян у 1925

Об'єднання Китаю в 1928 році, відоме в китайській історії як Зміна прапорів на Північному Сході (кит. спр. 东北易帜, піньїнь: Dōngběi Yìzhì) — здійснена Чжан Сюеляном 29 грудня 1928 в Маньчжурії заміна всіх прапорів Бейянського уряду на прапори Національного уряду.

## Передісторія
У квітні 1928 Чан Кайші повернувся на посаду командувача НРА і відновив Північний похід. Наприкінці травня гоміньданівські війська наближалися до Пекіна. Бейянський уряд розпався, і останній з його потужних прихильників Чжан Цзолінь повернувся до Маньчжурії, де 4 червня загинув під час Хуангутунського інциденту. Проте Маньчжурія зберігала вірність Фентянський кліці і далі жила під прапорами Бейянського уряду. Китай залишався розколотим.

## Процес
Відразу після смерті Чжан Цзоліня Чжан Сюелян повернувся до Шеньяна, щоб зайняти місце батька. 1 липня Чжан Сюелян оголосив про припинення вогню з Народно-революційною армією і про те, що він не перешкоджатиме процесу об'єднання країни. Японці, які підтримували в роки правління мілітаристів Фентянську кліку, вимагали, щоб він проголосив незалежність Маньчжурії, але Чжан Сюелян відмовився. 3 липня Чан Кайші прибув до Пекіна і розпочав переговори з представниками Фентяньської кліки про мирне врегулювання наявних розбіжностей. Під тиском Великобританії та США, що стояли за Чан Кайші, Японія опинилася в дипломатичній ізоляції, і 29 грудня Чжан Сюелян заявив про визнання юрисдикції Гоміньданівського уряду в Нанкіні, на знак чого було зроблено заміну прапорів. Через два дні Нанкінський уряд призначив Чжан Сюеляна командувачем Північно-Східної армії. Китай виявився формально об'єднаним.